# Digby County
Digby County är ett county i Kanada.   Det ligger i provinsen Nova Scotia, i den sydöstra delen av landet, 800 km öster om huvudstaden Ottawa. Antalet invånare var 17 323. Arean är 1 656 kvadratkilometer.
Terrängen i Digby County är platt.
I omgivningarna runt Digby County växer i huvudsak blandskog. Runt Digby County är det mycket glesbefolkat, med 4 invånare per kvadratkilometer.